# Agencija za napredne obrambne analize Združenih držav Amerike
Agencíja za naprédne obrámbne analíze ZDA (DARPA, Defense Advanced Research Projects Agency) je agencija ameriškega Ministrstva za obrambo, ki je zadolžena za razvoj novih vojaških tehnologij. Ustanovljena je bila leta 1958 kot odziv na sovjetski Sputnik. Naloga agencije DARPA je ohraniti vojaško tehnološko prednost Združenih držav Amerike. Ima okoli 240 zaposlenih (od tega 140 strokovnjakov) in upravlja z okoli 2 milijardi dolarjev letno.
Prvotno ime agencije je bilo ARPA, do leta 1972 in nato še med letoma 1993 in 1996. ARPA je bila začetnik razvoja informacijske mreže ARPANET, iz katere se je razvil internet ter nekaterih drugih sedaj splošno znanih računalniških inovacij (UNIX, TCP/IP).